# Алан Р. Сид
Алан Речулдак Сид (Корор, 9. јун 1957) је палауански бизнисмен и политичар делимично јеврејског порекла. Биран је у Дом делегата Палауа од 1989. до 2000. године. Био је сенатор у Сенату Палауа од 2005. до 2009. На председничким изборима 2008. био је кандидат за потпредседника иза Елиаса Камсека Чина.
Кандидовао се за председника на председничким изборима 2020. године. Његова кампања је била промоција индустрије канабиса у медицинске сврхе, истраживање нафте и гаса, корпоративни регистар који користи блок-чејн технологију.